# Großformatdrucker
Großformatdrucker (englisch: Large Format Printer, LFP) sind Geräte zum Drucken großformatiger Motive. Dabei werden vorzugsweise Tintenstrahldrucker mit Druckbreiten zwischen 1,3 m und 5 m eingesetzt. In Extremfällen wie beim Infinitus-Drucker beträgt die Druckbreite zwölf und die Länge bis zu 50 Meter. In einigen Bereichen (z. B. technische Zeichnungen) sind sie die technischen Nachfolger von Plottern und werden bisweilen fälschlicherweise auch so bezeichnet.
Bedruckbar sind eine ganze Reihe von Medien, wie zum Beispiel Textilien, Selbstklebefolien, PVC-Planen oder Plakatpapier, aber auch starre Materialien wie Plexiglas, PVC-Hartschaumplatten oder Aluminiumverbundplatten. Letztere drei werden u. a. auch auf sogenannten Flatbed-Printern (UV-Direktdruckern) verarbeitet. Die Materialien müssen eine für den Tintenstrahldruck geeignete Oberfläche haben. Einzige Ausnahme ist derzeit der UV-Direktdruck, bei dem es möglich ist, nahezu alle Materialien (inkl. Holz/Glas etc.) zu bedrucken.

## Drucktechnik
Generell ist im Großformatdruck drucktechnisch zwischen fünf Printverfahren zu unterscheiden:
- Continuous Inkjet: im Druckkopf wird die Tinte in einem Kreislauf geführt und nur bei Bedarf elektrostatisch auf das Druckmaterial abgelenkt
- Drop on Demand (DOD): die Tinte steht im Druckkopf statisch an und wird bei Bedarf herausgeschossen (wie auch im Bubble-Jet-Druck), erster Drucker auf Basis von DOD war der Siemens PT-80
- UV-Direktdruck: die Tinte wird direkt auf das Material aufgetragen und mit UV-Licht ausgehärtet
- Thermotransferdruck: Harzfarbe wird mittels Hitze von einem Zwischenträger (Farbband) auf das Druckmaterial übertragen
- Elektrofotografie: Toner wird über fotoempfindliche, elektrisch aufgeladene Trommeln aufgenommen und auf das Druckmaterial übertragen. Das Druckmotiv wird mittels Hitze und Druck auf dem Druckmaterial fixiert.

Eine Sonderstellung nimmt das Verfahren des Thermosublimationsdrucks ein. Hierbei wird das Druckmotiv zunächst spiegelverkehrt auf ein Transfermaterial gedruckt und danach mit Hitze auf das zu bedruckende Trägermaterial (Textilien) gebügelt.

## Tinten und Pigmente
Folgende vier Arten sind zu unterscheiden:
- Tinte auf Basis von Lösungsmitteln, z. B. Methylethylketon, klassische sowie ökologisch optimierte (Solvent, EcoSolvent)
- Tinte auf Wasserbasis (Waterbased)
- UV-Tinte, wird mit UV-Licht ausgehärtet
- Latex-Tinte, kombiniert Wasserbasis und Lösungsmittel mit Latex als Bindemittel, wird thermisch ausgehärtet

## Veredelung und Weiterverarbeitung
Nach dem Drucken können die Druckträger für langfristige Außeneinsätze präpariert werden. Dies geschieht durch eine transparente Beschichtung des bedruckten Materials, bei Planen z. B. durch eine Lackierung, oft durch Aufbringen einer Schutzfolie (wahlweise matt oder glänzend) mittels Laminieren. Solche Beschichtungen sind in der Regel auch UV-beständig und verhindern ein frühzeitiges Verblassen der Farben durch Lichteinwirkung wie auch die unmittelbare Beschädigung des Drucks durch mechanische Einflüsse.